# Élections municipales de 2014 en Charente-Maritime
Les élections municipales en Charente-Maritime se sont déroulées les 23 et 30 mars 2014.

## Maires sortants et maires élus
Le scrutin est marqué des changements notoires. Bien qu'elle ait conservé La Rochelle, chef-lieu du département, la gauche enregistre de sérieux revers. Saintes, l'une des sous-préfectures regagnée en 2008, Rochefort, l'autre-sous préfecture et socialiste depuis 2001, repassent à droite. S'ajoutent ensuite les pertes de Dompierre-sur-Mer, Marans et Saint-Pierre-d'Oléron. Le gain de Dolus-d'Oléron par EELV, Lagord et Saint-Jean-d'Angély ne suffisent pas pour compenser ce bilan défavorable. La droite devient ainsi majoritaire dans le département avec ses gains et son maintien dans les grandes villes comme Royan ainsi que de ses alliés de l'UDI à Chaniers et au Château-d'Oléron. 
| Commune                  | Population | Maire sortant           | Parti | Parti | Maire élu               | Parti | Parti |
| ------------------------ | ---------- | ----------------------- | ----- | ----- | ----------------------- | ----- | ----- |
| Aigrefeuille-d'Aunis     | 3 715      | Bernard Fouchard        |       | UMP   | Gilles Gay              |       | UMP   |
| Angoulins                | 3 790      | Marie-Claude Bridonneau |       | PRG   | Daniel Vailleau         |       | PS    |
| Arvert                   | 3 133      | Michel Priouzeau        |       | PRG   | Michel Priouzeau        |       | PRG   |
| Aytré                    | 8 970      | Alain Tuillière         |       | PS    | Alain Tuillière         |       | PS    |
| Bourcefranc-le-Chapus    | 3 366      | Jean-Luc Rousseau       |       | UMP   | Guy Proteau             |       | DVD   |
| Chaniers                 | 3 455      | Xavier de Roux          |       | UDI   | Éric Pannaud            |       | UDI   |
| Châtelaillon-Plage       | 5 983      | Jean-Louis Léonard      |       | UMP   | Jean-Louis Léonard      |       | UMP   |
| Dolus-d'Oléron           | 3 185      | Jean-Jacques Bazerbes   |       | DVD   | Gregory Gendre          |       | EÉLV  |
| Dompierre-sur-Mer        | 5 337      | Michel-Martial Durieux  |       | PRG   | David Caron             |       | UMP   |
| Échillais                | 3 326      | Henri Sanna             |       | PS    | Michel Gaillot          |       | PS    |
| Fouras                   | 4 099      | Sylvie Marcilly         |       | UMP   | Sylvie Marcilly         |       | UMP   |
| Jonzac                   | 3 491      | Claude Belot            |       | UMP   | Claude Belot            |       | UMP   |
| La Rochelle              | 74 880     | Maxime Bono             |       | PS    | Jean-François Fountaine |       | DVG   |
| La Tremblade             | 4 664      | Jean-Pierre Tallieu     |       | UMP   | Jean-Pierre Tallieu     |       | UMP   |
| Lagord                   | 7 233      | Jean-François Douard    |       | DVD   | Antoine Grau            |       | DVG   |
| Le Château-d'Oléron      | 3 939      | Michel Parent           |       | UDI   | Michel Parent           |       | UDI   |
| Marans                   | 4 622      | Bernard Ferrier         |       | EÉLV  | Thierry Belhadj         |       | DVD   |
| Marennes                 | 5 613      | Mickaël Vallet          |       | PS    | Mickaël Vallet          |       | PS    |
| Montendre                | 3 204      | Bernard Lalande         |       | PS    | Bernard Lalande         |       | PS    |
| Nieul-sur-Mer            | 5 676      | Henri Lambert           |       | PRG   | Henri Lambert           |       | PRG   |
| Périgny                  | 7 456      | Guy Denier              |       | PRG   | Guy Denier              |       | PRG   |
| Pons                     | 4 238      | Henri Méjean            |       | UMP   | Daniel Laurent          |       | UMP   |
| Puilboreau               | 5 507      | Jack Proust             |       | PRG   | Jean-François Vatré     |       | PRG   |
| Rochefort                | 25 183     | Bernard Grasset         |       | PS    | Hervé Blanché           |       | UMP   |
| Royan                    | 17 875     | Didier Quentin          |       | UMP   | Didier Quentin          |       | UMP   |
| Saint-Georges-d'Oléron   | 3 482      | Éric Proust             |       | DVG   | Éric Proust             |       | DVG   |
| Saint-Georges-de-Didonne | 5 086      | Jean-Marc Bouffard      |       | DVD   | Jean-Marc Bouffard      |       | DVD   |
| Saint-Jean-d'Angély      | 7 702      | Paul-Henri Denieuil     |       | DVD   | Françoise Mesnard       |       | PS    |
| Saint-Palais-sur-Mer     | 3 947      | Claude Baudin           |       | DVD   | Claude Baudin           |       | DVD   |
| Saint-Pierre-d'Oléron    | 6 676      | Patrick Moquay          |       | PS    | Christophe Sueur        |       | UMP   |
| Saint-Xandre             | 4 429      | Christian Perez         |       | PRG   | Christian Perez         |       | PRG   |
| Sainte-Marie-de-Ré       | 3 235      | Gisèle Vergnon          |       | DVD   | Gisèle Vergnon          |       | DVD   |
| Sainte-Soulle            | 3 633      | Christian Grimpret      |       | PRG   | Christian Grimpret      |       | PRG   |
| Saintes                  | 25 586     | Jean Rouger             |       | PS    | Jean-Philippe Machon    |       | UMP   |
| Saujon                   | 6 904      | Pascal Ferchaud         |       | PRG   | Pascal Ferchaud         |       | PRG   |
| Surgères                 | 6 498      | Philippe Guilloteau     |       | UMP   | Catherine Desprez       |       | UMP   |
| Tonnay-Charente          | 7 739      | Jean-Pierre Guillon     |       | PS    | Éric Authiat            |       | PS    |
| Vaux-sur-Mer             | 3 879      | Jean-Paul Cordonnier    |       | DVD   | Danièle Carrere         |       | DVD   |

### Résultats en nombre de maires
| Partis       | Partis                            | Maires sortants | Maires élus | Évolution     |
| ------------ | --------------------------------- | --------------- | ----------- | ------------- |
|              | Parti socialiste                  | 9               | 8           | 1             |
|              | PRG                               | 9               | 7           | 2             |
|              | Divers gauche                     | 1               | 2           | 1             |
|              | EÉLV                              | 1               | 1           | en stagnation |
| Total gauche | Total gauche                      | 20              | 18          | 2             |
|              | Union pour un mouvement populaire | 9               | 12          | 3             |
|              | Divers droite                     | 7               | 6           | 1             |
|              | UDI                               | 2               | 2           | en stagnation |
| Total droite | Total droite                      | 18              | 20          | 2             |
| Total        | Total                             | 38              | 38          | -             |

## Résultats dans les communes de plus de3 000 habitants

### Aigrefeuille-d'Aunis
- Maire sortant : Bernard Fouchard
- 27 sièges à pourvoir au conseil municipal (population légale 2011 : 3 715 habitants)
- 4 sièges à pourvoir au conseil communautaire (CC Aunis Sud)

|                | Gilles Gay     | DVD            | 1 280 | 71,11  | 23 | 4 |  |  |
|                | Cécile Mary    | DVG            | 520   | 28,88  | 4  |   |  |  |
|                |                |                |       |        |    |   |  |  |
| Inscrits       | Inscrits       | Inscrits       | 2 828 | 100,00 |    |   |  |  |
| Abstentions    | Abstentions    | Abstentions    | 970   | 34,30  |    |   |  |  |
| Votants        | Votants        | Votants        | 1 858 | 65,70  |    |   |  |  |
| Blancs et nuls | Blancs et nuls | Blancs et nuls | 58    | 3,12   |    |   |  |  |
| Exprimés       | Exprimés       | Exprimés       | 1 800 | 96,88  |    |   |  |  |

### Angoulins
- Maire sortant : Marie-Claude Bridonneau
- 27 sièges à pourvoir au conseil municipal (population légale 2011 : 3 790 habitants)
- 2 sièges à pourvoir au conseil communautaire (CA de La Rochelle)

| Tête de liste  | Tête de liste     | Liste          | Premier tour | Premier tour | Second tour | Second tour | Sièges | Sièges |
| Tête de liste  | Tête de liste     | Liste          | Voix         | %            | Voix        | %           | CM     | CC     |
| -------------- | ----------------- | -------------- | ------------ | ------------ | ----------- | ----------- | ------ | ------ |
|                | Daniel Vailleau   | DVG            | 842          | 42,31        | 1 025       | 48,25       | 21     | 2      |
|                | Raymond Normand   | DVD            | 735          | 36,93        | 853         | 40,16       | 5      |        |
|                | Hélène Pigeonnier | DVG            | 413          | 20,75        | 246         | 11,58       | 1      |        |
|                |                   |                |              |              |             |             |        |        |
| Inscrits       | Inscrits          | Inscrits       | 3 092        | 100,00       | 3 093       | 100,00      |        |        |
| Abstentions    | Abstentions       | Abstentions    | 1 009        | 32,63        | 725         | 23,44       |        |        |
| Votants        | Votants           | Votants        | 2 083        | 67,37        | 2 368       | 76,56       |        |        |
| Blancs et nuls | Blancs et nuls    | Blancs et nuls | 93           | 4,46         | 244         | 10,30       |        |        |
| Exprimés       | Exprimés          | Exprimés       | 1 990        | 95,54        | 2 124       | 89,70       |        |        |

### Arvert
- Maire sortant : Michel Priouzeau
- 23 sièges à pourvoir au conseil municipal (population légale 2011 : 3 133 habitants)
- 3 sièges à pourvoir au conseil communautaire (CA Royan Atlantique)

|                          | Michel Priouzeau * | DVG            | 1 014 | 63,93  | 19 | 2 |  |  |
|                          | Daniel Trotin      | SE             | 572   | 36,06  | 4  | 1 |  |  |
|                          |                    |                |       |        |    |   |  |  |
| Inscrits                 | Inscrits           | Inscrits       | 2 648 | 100,00 |    |   |  |  |
| Abstentions              | Abstentions        | Abstentions    | 946   | 35,73  |    |   |  |  |
| Votants                  | Votants            | Votants        | 1 702 | 64,27  |    |   |  |  |
| Blancs et nuls           | Blancs et nuls     | Blancs et nuls | 116   | 6,82   |    |   |  |  |
| Exprimés                 | Exprimés           | Exprimés       | 1 586 | 93,18  |    |   |  |  |
| * Liste du maire sortant |                    |                |       |        |    |   |  |  |

### Aytré
- Maire sortant : Alain Tuillière (PS)
- 29 sièges à pourvoir au conseil municipal (population légale 2011 : 8 970 habitants)
- 4 sièges à pourvoir au conseil communautaire (CA de La Rochelle)

| Tête de liste            | Tête de liste     | Liste          | Premier tour | Premier tour | Second tour | Second tour | Sièges | Sièges |
| Tête de liste            | Tête de liste     | Liste          | Voix         | %            | Voix        | %           | CM     | CC     |
| ------------------------ | ----------------- | -------------- | ------------ | ------------ | ----------- | ----------- | ------ | ------ |
|                          | Alain Tuillière * | PS-PCF-EELV    | 994          | 31,08        | 1 331       | 40,79       | 21     | 3      |
|                          | Michel Robin      | UMP-UDI        | 887          | 27,73        | 1 204       | 36,89       | 5      | 1      |
|                          | Tony Loisel       | SE             | 676          | 21,13        | 728         | 22,31       | 3      |        |
|                          | Jacques Garel     | DVG            | 641          | 20,04        |             |             |        |        |
|                          |                   |                |              |              |             |             |        |        |
| Inscrits                 | Inscrits          | Inscrits       | 5 947        | 100,00       | 5 947       | 100,00      |        |        |
| Abstentions              | Abstentions       | Abstentions    | 2 565        | 43,13        | 2 510       | 42,21       |        |        |
| Votants                  | Votants           | Votants        | 3 382        | 56,87        | 3 437       | 57,79       |        |        |
| Blancs et nuls           | Blancs et nuls    | Blancs et nuls | 184          | 5,44         | 174         | 5,06        |        |        |
| Exprimés                 | Exprimés          | Exprimés       | 3 198        | 94,56        | 3 263       | 94,94       |        |        |
| * Liste du maire sortant |                   |                |              |              |             |             |        |        |

### Bourcefranc-le-Chapus
- Maire sortant : Jean-Luc Rousseau
- 23 sièges à pourvoir au conseil municipal (population légale 2011 : 3 366 habitants)
- 6 sièges à pourvoir au conseil communautaire (CC du Bassin de Marennes)

| Tête de liste            | Tête de liste       | Liste          | Premier tour | Premier tour | Second tour | Second tour | Sièges | Sièges |
| Tête de liste            | Tête de liste       | Liste          | Voix         | %            | Voix        | %           | CM     | CC     |
| ------------------------ | ------------------- | -------------- | ------------ | ------------ | ----------- | ----------- | ------ | ------ |
|                          | Jean-Luc Rousseau * | UMP            | 627          | 35,24        | 704         | 38,66       | 4      | 1      |
|                          | Guy Proteau         | DVD            | 388          | 21,81        | 749         | 41,13       | 17     | 5      |
|                          | André Giraudeau     | PS             | 325          | 18,26        |             |             |        |        |
|                          | Jack Durvicq        | DVD            | 248          | 13,94        | 204         | 11,20       | 1      |        |
|                          | Éric Bourgain       | DVG            | 191          | 10,73        | 164         | 9,00        | 1      |        |
|                          |                     |                |              |              |             |             |        |        |
| Inscrits                 | Inscrits            | Inscrits       | 2 725        | 100,00       | 2 726       | 100,00      |        |        |
| Abstentions              | Abstentions         | Abstentions    | 866          | 31,78        | 819         | 30,04       |        |        |
| Votants                  | Votants             | Votants        | 1 859        | 68,22        | 1 907       | 69,96       |        |        |
| Blancs et nuls           | Blancs et nuls      | Blancs et nuls | 80           | 4,30         | 86          | 4,51        |        |        |
| Exprimés                 | Exprimés            | Exprimés       | 1 779        | 95,70        | 1 821       | 95,49       |        |        |
| * Liste du maire sortant |                     |                |              |              |             |             |        |        |

### Chaniers
- Maire sortant : Xavier de Roux
- 23 sièges à pourvoir au conseil municipal (population légale 2011 : 3 455 habitants)
- 4 sièges à pourvoir au conseil communautaire (CA Saintes - Grandes Rives - L'Agglo)

|                | Éric Pannaud            | DVD            | 1 169 | 59,43  | 19 | 3 |  |  |
|                | Caroline Quere-Jelineau | DVG            | 798   | 40,56  | 4  | 1 |  |  |
|                |                         |                |       |        |    |   |  |  |
| Inscrits       | Inscrits                | Inscrits       | 2 955 | 100,00 |    |   |  |  |
| Abstentions    | Abstentions             | Abstentions    | 857   | 29,00  |    |   |  |  |
| Votants        | Votants                 | Votants        | 2 098 | 71,00  |    |   |  |  |
| Blancs et nuls | Blancs et nuls          | Blancs et nuls | 131   | 6,24   |    |   |  |  |
| Exprimés       | Exprimés                | Exprimés       | 1 967 | 93,76  |    |   |  |  |

### Châtelaillon-Plage
- Maire sortant : Jean-Louis Léonard (UMP)
- 29 sièges à pourvoir au conseil municipal (population légale 2011 : 5 983 habitants)
- 3 sièges à pourvoir au conseil communautaire (CA de La Rochelle)

|                          | Jean-Louis Léonard * | UMP            | 2 465 | 73,42  | 26 | 3 |  |  |
|                          | Roger Mortier        | PS-PCF-EELV    | 892   | 26,57  | 3  |   |  |  |
|                          |                      |                |       |        |    |   |  |  |
| Inscrits                 | Inscrits             | Inscrits       | 5 105 | 100,00 |    |   |  |  |
| Abstentions              | Abstentions          | Abstentions    | 1 652 | 32,36  |    |   |  |  |
| Votants                  | Votants              | Votants        | 3 453 | 67,64  |    |   |  |  |
| Blancs et nuls           | Blancs et nuls       | Blancs et nuls | 96    | 2,78   |    |   |  |  |
| Exprimés                 | Exprimés             | Exprimés       | 3 357 | 97,22  |    |   |  |  |
| * Liste du maire sortant |                      |                |       |        |    |   |  |  |

### Dolus-d'Oléron
- Maire sortant : Jean-Jacques Bazerbes
- 23 sièges à pourvoir au conseil municipal (population légale 2011 : 3 185 habitants)
- 5 sièges à pourvoir au conseil communautaire (CC de l'île d'Oléron)

|                | Gregory Gendre | DVG            | 1 002 | 55,97  | 18 | 4 |  |  |
|                | Daniel Nyzam   | DVD            | 788   | 44,02  | 5  | 1 |  |  |
|                |                |                |       |        |    |   |  |  |
| Inscrits       | Inscrits       | Inscrits       | 2 703 | 100,00 |    |   |  |  |
| Abstentions    | Abstentions    | Abstentions    | 793   | 29,34  |    |   |  |  |
| Votants        | Votants        | Votants        | 1 910 | 70,66  |    |   |  |  |
| Blancs et nuls | Blancs et nuls | Blancs et nuls | 120   | 6,28   |    |   |  |  |
| Exprimés       | Exprimés       | Exprimés       | 1 790 | 93,72  |    |   |  |  |

### Dompierre-sur-Mer
- Maire sortant : Michel-Martial Durieux (PRG)
- 29 sièges à pourvoir au conseil municipal (population légale 2011 : 5 337 habitants)
- 3 sièges à pourvoir au conseil communautaire (CA de La Rochelle)

| Tête de liste  | Tête de liste    | Liste          | Premier tour | Premier tour | Second tour | Second tour | Sièges | Sièges |
| Tête de liste  | Tête de liste    | Liste          | Voix         | %            | Voix        | %           | CM     | CC     |
| -------------- | ---------------- | -------------- | ------------ | ------------ | ----------- | ----------- | ------ | ------ |
|                | David Caron      | UMP            | 1 168        | 44,37        | 1 469       | 51,58       | 22     | 2      |
|                | Guillaume Krabal | PS             | 1 086        | 41,26        | 1 156       | 40,58       | 6      | 1      |
|                | Denis Thibaudeau | DVG            | 378          | 14,36        | 223         | 7,83        | 1      |        |
|                |                  |                |              |              |             |             |        |        |
| Inscrits       | Inscrits         | Inscrits       | 4 182        | 100,00       | 4 182       | 100,00      |        |        |
| Abstentions    | Abstentions      | Abstentions    | 1 468        | 35,10        | 1 279       | 30,58       |        |        |
| Votants        | Votants          | Votants        | 2 714        | 64,90        | 2 903       | 69,42       |        |        |
| Blancs et nuls | Blancs et nuls   | Blancs et nuls | 82           | 3,02         | 55          | 1,89        |        |        |
| Exprimés       | Exprimés         | Exprimés       | 2 632        | 96,98        | 2 848       | 98,11       |        |        |

### Échillais
- Maire sortant : Henri Sanna
- 23 sièges à pourvoir au conseil municipal (population légale 2011 : 3 326 habitants)
- 3 sièges à pourvoir au conseil communautaire (CA Rochefort Océan)

|                | Michel Gaillot | DVG            | 867   | 51,42  | 18 | 2 |  |  |
|                | Roland Lopez   | SE             | 819   | 48,57  | 5  | 1 |  |  |
|                |                |                |       |        |    |   |  |  |
| Inscrits       | Inscrits       | Inscrits       | 2 683 | 100,00 |    |   |  |  |
| Abstentions    | Abstentions    | Abstentions    | 897   | 33,43  |    |   |  |  |
| Votants        | Votants        | Votants        | 1 786 | 66,57  |    |   |  |  |
| Blancs et nuls | Blancs et nuls | Blancs et nuls | 100   | 5,60   |    |   |  |  |
| Exprimés       | Exprimés       | Exprimés       | 1 686 | 94,40  |    |   |  |  |

### Fouras
- Maire sortant : Sylvie Marcilly
- 27 sièges à pourvoir au conseil municipal (population légale 2011 : 4 099 habitants)
- 3 sièges à pourvoir au conseil communautaire (CA Rochefort Océan)

|                          | Sylvie Marcilly * | UMP            | 1 734 | 67,31  | 23 | 3 |  |  |
|                          | Didier Bertin     | PS-PCF-EELV    | 842   | 32,68  | 4  |   |  |  |
|                          |                   |                |       |        |    |   |  |  |
| Inscrits                 | Inscrits          | Inscrits       | 3 706 | 100,00 |    |   |  |  |
| Abstentions              | Abstentions       | Abstentions    | 1 026 | 27,68  |    |   |  |  |
| Votants                  | Votants           | Votants        | 2 680 | 72,32  |    |   |  |  |
| Blancs et nuls           | Blancs et nuls    | Blancs et nuls | 104   | 3,88   |    |   |  |  |
| Exprimés                 | Exprimés          | Exprimés       | 2 576 | 96,12  |    |   |  |  |
| * Liste du maire sortant |                   |                |       |        |    |   |  |  |

### Jonzac
- Maire sortant : Claude Belot
- 23 sièges à pourvoir au conseil municipal (population légale 2011 : 3 491 habitants)
- 7 sièges à pourvoir au conseil communautaire (CC de la Haute Saintonge)

|                          | Claude Belot * | UMP            | 1 198 | 69,48  | 20 | 6 |  |  |
|                          | Jack Ros       | PS             | 526   | 30,51  | 3  | 1 |  |  |
|                          |                |                |       |        |    |   |  |  |
| Inscrits                 | Inscrits       | Inscrits       | 2 720 | 100,00 |    |   |  |  |
| Abstentions              | Abstentions    | Abstentions    | 920   | 33,82  |    |   |  |  |
| Votants                  | Votants        | Votants        | 1 800 | 66,18  |    |   |  |  |
| Blancs et nuls           | Blancs et nuls | Blancs et nuls | 76    | 4,22   |    |   |  |  |
| Exprimés                 | Exprimés       | Exprimés       | 1 724 | 95,78  |    |   |  |  |
| * Liste du maire sortant |                |                |       |        |    |   |  |  |

### La Rochelle
- Maire sortant : Maxime Bono (PS)
- 49 sièges à pourvoir au conseil municipal (population légale 2011 : 74 880 habitants)
- 33 sièges à pourvoir au conseil communautaire (CA de La Rochelle)

En novembre 2013, la section du Parti Socialiste de La Rochelle désigne Anne-Laure Jaumouillié pour conduire la liste de gauche aux élections municipales de 2014 et succéder à Maxime Bono, qui ne souhaite pas se représenter. Mécontent de ce choix, Jean-François Fountaine, alors membre du Parti Socialiste, exige une primaire ouverte, où il est encore battu, en décembre 2014. Contestant une nouvelle fois ce choix, il forme une liste dissidente avec des Verts et des centristes.
La liste de Jean-François Fountaine arrive en deuxième position derrière la liste socialiste, au premier tour, mais elle remporte ces élections, dans une triangulaire, au deuxième tour, le 30 mars 2014, bénéficiant d'un report de voix d'une partie des électeurs de la liste UMP-UDI.
| Tête de liste  | Tête de liste                    | Liste          | Premier tour | Premier tour | Second tour | Second tour | Sièges | Sièges |
| Tête de liste  | Tête de liste                    | Liste          | Voix         | %            | Voix        | %           | CM     | CC     |
| -------------- | -------------------------------- | -------------- | ------------ | ------------ | ----------- | ----------- | ------ | ------ |
|                | Anne-Laure Jaumouillié           | PS             | 8 020        | 30,21        | 10 819      | 40,10       | 10     | 7      |
|                | Jean-François Fountaine          | DVG            | 7 642        | 28,79        | 11 784      | 43,68       | 35     | 24     |
|                | Dominique Morvant                | UMP-UDI        | 5 021        | 18,91        | 4 375       | 16,21       | 4      | 2      |
|                | Jean-Marc De Lacoste Lareymondie | FN             | 2 261        | 8,51         |             |             |        |        |
|                | Jean-Marc Soubeste               | EELV           | 1 605        | 6,04         |             |             |        |        |
|                | Jessica Dulauroy                 | DVG            | 1 005        | 3,78         |             |             |        |        |
|                | Thierry Sagnier                  | SE             | 718          | 2,70         |             |             |        |        |
|                | Antoine Colin                    | EXG LO         | 269          | 1,01         |             |             |        |        |
|                |                                  |                |              |              |             |             |        |        |
| Inscrits       | Inscrits                         | Inscrits       | 49 931       | 100,00       | 49 932      | 100,00      |        |        |
| Abstentions    | Abstentions                      | Abstentions    | 22 840       | 45,74        | 22 088      | 44,24       |        |        |
| Votants        | Votants                          | Votants        | 27 091       | 54,26        | 27 844      | 55,76       |        |        |
| Blancs et nuls | Blancs et nuls                   | Blancs et nuls | 550          | 2,03         | 866         | 3,11        |        |        |
| Exprimés       | Exprimés                         | Exprimés       | 26 541       | 97,97        | 26 978      | 96,89       |        |        |

### La Tremblade
- Maire sortant : Jean-Pierre Tallieu
- 27 sièges à pourvoir au conseil municipal (population légale 2011 : 4 664 habitants)
- 4 sièges à pourvoir au conseil communautaire (CA Royan Atlantique)

| Tête de liste            | Tête de liste         | Liste          | Premier tour | Premier tour | Second tour | Second tour | Sièges | Sièges |
| Tête de liste            | Tête de liste         | Liste          | Voix         | %            | Voix        | %           | CM     | CC     |
| ------------------------ | --------------------- | -------------- | ------------ | ------------ | ----------- | ----------- | ------ | ------ |
|                          | Jean-Pierre Tallieu * | DVD            | 1 126        | 42,45        | 1 256       | 46,86       | 20     | 3      |
|                          | Yves Tavernier        | DVD            | 777          | 29,29        | 881         | 32,87       | 4      | 1      |
|                          | Emmanuel Daugy        | DVD            | 749          | 28,24        | 543         | 20,26       | 3      |        |
|                          |                       |                |              |              |             |             |        |        |
| Inscrits                 | Inscrits              | Inscrits       | 4 040        | 100,00       | 4 040       | 100,00      |        |        |
| Abstentions              | Abstentions           | Abstentions    | 1 281        | 31,71        | 1 244       | 30,79       |        |        |
| Votants                  | Votants               | Votants        | 2 759        | 68,29        | 2 796       | 69,21       |        |        |
| Blancs et nuls           | Blancs et nuls        | Blancs et nuls | 107          | 3,88         | 116         | 4,15        |        |        |
| Exprimés                 | Exprimés              | Exprimés       | 2 652        | 96,12        | 2 680       | 95,85       |        |        |
| * Liste du maire sortant |                       |                |              |              |             |             |        |        |

### Lagord
- Maire sortant : Jean-François Douard (DVD)
- 29 sièges à pourvoir au conseil municipal (population légale 2011 : 7 233 habitants)
- 3 sièges à pourvoir au conseil communautaire (CA de La Rochelle)

| Tête de liste            | Tête de liste          | Liste          | Premier tour | Premier tour | Second tour | Second tour | Sièges | Sièges |
| Tête de liste            | Tête de liste          | Liste          | Voix         | %            | Voix        | %           | CM     | CC     |
| ------------------------ | ---------------------- | -------------- | ------------ | ------------ | ----------- | ----------- | ------ | ------ |
|                          | Antoine Grau           | DVG            | 1 534        | 44,00        | 1 958       | 55,09       | 23     | 2      |
|                          | Pierre Le Henaff       | UMP-UDI        | 990          | 28,39        | 1 596       | 44,90       | 6      | 1      |
|                          | Jean-François Douard * | DVD            | 962          | 27,59        |             |             |        |        |
|                          |                        |                |              |              |             |             |        |        |
| Inscrits                 | Inscrits               | Inscrits       | 5 865        | 100,00       | 5 865       | 100,00      |        |        |
| Abstentions              | Abstentions            | Abstentions    | 2 269        | 38,69        | 2 200       | 37,51       |        |        |
| Votants                  | Votants                | Votants        | 3 596        | 61,31        | 3 665       | 62,49       |        |        |
| Blancs et nuls           | Blancs et nuls         | Blancs et nuls | 110          | 3,06         | 111         | 3,03        |        |        |
| Exprimés                 | Exprimés               | Exprimés       | 3 486        | 96,94        | 3 554       | 96,97       |        |        |
| * Liste du maire sortant |                        |                |              |              |             |             |        |        |

### Le Château-d'Oléron
- Maire sortant : Michel Parent
- 27 sièges à pourvoir au conseil municipal (population légale 2011 : 3 939 habitants)
- 5 sièges à pourvoir au conseil communautaire (CC de l'île d'Oléron)

|                          | Michel Parent *     | DVD            | 1 579 | 75,36  | 24 | 5 |  |  |
|                          | Arlette Courdavault | DVD            | 516   | 24,63  | 3  |   |  |  |
|                          |                     |                |       |        |    |   |  |  |
| Inscrits                 | Inscrits            | Inscrits       | 3 388 | 100,00 |    |   |  |  |
| Abstentions              | Abstentions         | Abstentions    | 1 181 | 34,86  |    |   |  |  |
| Votants                  | Votants             | Votants        | 2 207 | 65,14  |    |   |  |  |
| Blancs et nuls           | Blancs et nuls      | Blancs et nuls | 112   | 5,07   |    |   |  |  |
| Exprimés                 | Exprimés            | Exprimés       | 2 095 | 94,93  |    |   |  |  |
| * Liste du maire sortant |                     |                |       |        |    |   |  |  |

### Marans
- Maire sortant : Bernard Ferrier
- 27 sièges à pourvoir au conseil municipal (population légale 2011 : 4 622 habitants)
- 7 sièges à pourvoir au conseil communautaire (CC Aunis Atlantique)

| Tête de liste  | Tête de liste    | Liste          | Premier tour | Premier tour | Second tour | Second tour | Sièges | Sièges |
| Tête de liste  | Tête de liste    | Liste          | Voix         | %            | Voix        | %           | CM     | CC     |
| -------------- | ---------------- | -------------- | ------------ | ------------ | ----------- | ----------- | ------ | ------ |
|                | Thierry Belhadj  | DVD            | 945          | 44,34        | 1 008       | 44,97       | 20     | 5      |
|                | Jean-Marie Bodin | DVG            | 623          | 29,23        | 702         | 31,32       | 4      | 1      |
|                | Michel Maitrehut | DVD            | 563          | 26,41        | 531         | 23,69       | 3      | 1      |
|                |                  |                |              |              |             |             |        |        |
| Inscrits       | Inscrits         | Inscrits       | 3 498        | 100,00       | 3 507       | 100,00      |        |        |
| Abstentions    | Abstentions      | Abstentions    | 1 256        | 35,91        | 1 197       | 34,13       |        |        |
| Votants        | Votants          | Votants        | 2 242        | 64,09        | 2 310       | 65,87       |        |        |
| Blancs et nuls | Blancs et nuls   | Blancs et nuls | 111          | 4,95         | 69          | 2,99        |        |        |
| Exprimés       | Exprimés         | Exprimés       | 2 131        | 95,05        | 2 241       | 97,01       |        |        |

### Marennes
- Maire sortant : Mickaël Vallet (PS)
- 29 sièges à pourvoir au conseil municipal (population légale 2011 : 5 613 habitants)
- 10 sièges à pourvoir au conseil communautaire (CC du Bassin de Marennes)

|                          | Mickaël Vallet * | DVG            | 1 616 | 58,76  | 24 | 8 |  |  |
|                          | Giles Saunier    | DVD            | 970   | 35,27  | 5  | 2 |  |  |
|                          | Yves Letranchant | FG             | 164   | 5,96   |    |   |  |  |
|                          |                  |                |       |        |    |   |  |  |
| Inscrits                 | Inscrits         | Inscrits       | 4 428 | 100,00 |    |   |  |  |
| Abstentions              | Abstentions      | Abstentions    | 1 574 | 35,55  |    |   |  |  |
| Votants                  | Votants          | Votants        | 2 854 | 64,45  |    |   |  |  |
| Blancs et nuls           | Blancs et nuls   | Blancs et nuls | 104   | 3,64   |    |   |  |  |
| Exprimés                 | Exprimés         | Exprimés       | 2 750 | 96,36  |    |   |  |  |
| * Liste du maire sortant |                  |                |       |        |    |   |  |  |

### Montendre
- Maire sortant : Bernard Lalande
- 23 sièges à pourvoir au conseil municipal (population légale 2011 : 3 204 habitants)
- 6 sièges à pourvoir au conseil communautaire (CC de la Haute Saintonge)

|                          | Bernard Lalande *     | PS             | 867   | 55,22  | 18 | 5 |  |  |
|                          | Marie-Françoise Gruel | SE             | 703   | 44,77  | 5  | 1 |  |  |
|                          |                       |                |       |        |    |   |  |  |
| Inscrits                 | Inscrits              | Inscrits       | 2 300 | 100,00 |    |   |  |  |
| Abstentions              | Abstentions           | Abstentions    | 658   | 28,61  |    |   |  |  |
| Votants                  | Votants               | Votants        | 1 642 | 71,39  |    |   |  |  |
| Blancs et nuls           | Blancs et nuls        | Blancs et nuls | 72    | 4,38   |    |   |  |  |
| Exprimés                 | Exprimés              | Exprimés       | 1 570 | 95,62  |    |   |  |  |
| * Liste du maire sortant |                       |                |       |        |    |   |  |  |

### Nieul-sur-Mer
- Maire sortant : Henri Lambert (PRG)
- 29 sièges à pourvoir au conseil municipal (population légale 2011 : 5 676 habitants)
- 3 sièges à pourvoir au conseil communautaire (CA de La Rochelle)

|                          | Henri Lambert *  | DVG            | 1 738 | 65,88  | 24 | 2 |  |  |
|                          | Philippe Durieux | DVD            | 900   | 34,11  | 5  | 1 |  |  |
|                          |                  |                |       |        |    |   |  |  |
| Inscrits                 | Inscrits         | Inscrits       | 4 938 | 100,00 |    |   |  |  |
| Abstentions              | Abstentions      | Abstentions    | 2 128 | 43,09  |    |   |  |  |
| Votants                  | Votants          | Votants        | 2 810 | 56,91  |    |   |  |  |
| Blancs et nuls           | Blancs et nuls   | Blancs et nuls | 172   | 6,12   |    |   |  |  |
| Exprimés                 | Exprimés         | Exprimés       | 2 638 | 93,88  |    |   |  |  |
| * Liste du maire sortant |                  |                |       |        |    |   |  |  |

### Périgny
- Maire sortant : Guy Denier (PRG)
- 29 sièges à pourvoir au conseil municipal (population légale 2011 : 7 456 habitants)
- 3 sièges à pourvoir au conseil communautaire (CA de La Rochelle)

|                          | Guy Denier *    | DVG            | 1 662 | 51,92  | 22 | 2 |  |  |
|                          | Jacques Pierard | SE             | 1 088 | 33,98  | 5  | 1 |  |  |
|                          | Daniel Vince    | FG             | 451   | 14,08  | 2  |   |  |  |
|                          |                 |                |       |        |    |   |  |  |
| Inscrits                 | Inscrits        | Inscrits       | 5 659 | 100,00 |    |   |  |  |
| Abstentions              | Abstentions     | Abstentions    | 2 258 | 39,90  |    |   |  |  |
| Votants                  | Votants         | Votants        | 3 401 | 60,10  |    |   |  |  |
| Blancs et nuls           | Blancs et nuls  | Blancs et nuls | 200   | 5,88   |    |   |  |  |
| Exprimés                 | Exprimés        | Exprimés       | 3 201 | 94,12  |    |   |  |  |
| * Liste du maire sortant |                 |                |       |        |    |   |  |  |

### Pons
- Maire sortant : Henri Méjean
- 27 sièges à pourvoir au conseil municipal (population légale 2011 : 4 238 habitants)
- 8 sièges à pourvoir au conseil communautaire (CC de la Haute Saintonge)

|                | Daniel Laurent          | SE             | 1 475 | 69,18  | 23 | 7 |  |  |
|                | Fabienne Dugas-raveneau | PS             | 657   | 30,81  | 4  | 1 |  |  |
|                |                         |                |       |        |    |   |  |  |
| Inscrits       | Inscrits                | Inscrits       | 3 232 | 100,00 |    |   |  |  |
| Abstentions    | Abstentions             | Abstentions    | 1 019 | 31,53  |    |   |  |  |
| Votants        | Votants                 | Votants        | 2 213 | 68,47  |    |   |  |  |
| Blancs et nuls | Blancs et nuls          | Blancs et nuls | 81    | 3,66   |    |   |  |  |
| Exprimés       | Exprimés                | Exprimés       | 2 132 | 96,34  |    |   |  |  |

### Puilboreau
- Maire sortant : Jack Proust (PRG)
- 29 sièges à pourvoir au conseil municipal (population légale 2011 : 5 507 habitants)
- 3 sièges à pourvoir au conseil communautaire (CA de La Rochelle)

| Tête de liste  | Tête de liste       | Liste          | Premier tour | Premier tour | Second tour | Second tour | Sièges | Sièges |
| Tête de liste  | Tête de liste       | Liste          | Voix         | %            | Voix        | %           | CM     | CC     |
| -------------- | ------------------- | -------------- | ------------ | ------------ | ----------- | ----------- | ------ | ------ |
|                | Jean-François Vatré | DVG            | 1 082        | 45,27        | 1 119       | 47,13       | 22     | 2      |
|                | Christian Gueho     | UDI            | 750          | 31,38        | 807         | 33,99       | 5      | 1      |
|                | Maurice Galerneau   | DVG            | 558          | 23,34        | 448         | 18,87       | 2      |        |
|                |                     |                |              |              |             |             |        |        |
| Inscrits       | Inscrits            | Inscrits       | 3 899        | 100,00       | 3 899       | 100,00      |        |        |
| Abstentions    | Abstentions         | Abstentions    | 1 375        | 35,27        | 1 436       | 36,83       |        |        |
| Votants        | Votants             | Votants        | 2 524        | 64,73        | 2 463       | 63,17       |        |        |
| Blancs et nuls | Blancs et nuls      | Blancs et nuls | 134          | 5,31         | 89          | 3,61        |        |        |
| Exprimés       | Exprimés            | Exprimés       | 2 390        | 94,69        | 2 374       | 96,39       |        |        |

### Rochefort
- Maire sortant : Bernard Grasset (PS)
- 35 sièges à pourvoir au conseil municipal (population légale 2011 : 25 183 habitants)
- 23 sièges à pourvoir au conseil communautaire (CA Rochefort Océan)

| Tête de liste  | Tête de liste     | Liste          | Premier tour | Premier tour | Second tour | Second tour | Sièges | Sièges |
| Tête de liste  | Tête de liste     | Liste          | Voix         | %            | Voix        | %           | CM     | CC     |
| -------------- | ----------------- | -------------- | ------------ | ------------ | ----------- | ----------- | ------ | ------ |
|                | André Bonnin      | PS-PCF-EELV    | 2 978        | 32,24        | 3 841       | 37,67       | 6      | 4      |
|                | Hervé Blanché     | UMP            | 2 951        | 31,95        | 4 392       | 43,07       | 26     | 17     |
|                | Alexis Blanc      | UDI diss.      | 1 925        | 20,84        | 1 963       | 19,25       | 3      | 2      |
|                | Dominique Droin   | DVD            | 947          | 10,25        |             |             |        |        |
|                | Frédéric Castello | LO             | 435          | 4,70         |             |             |        |        |
|                |                   |                |              |              |             |             |        |        |
| Inscrits       | Inscrits          | Inscrits       | 17 605       | 100,00       | 17 605      | 100,00      |        |        |
| Abstentions    | Abstentions       | Abstentions    | 8 054        | 45,75        | 7 141       | 40,56       |        |        |
| Votants        | Votants           | Votants        | 9 551        | 54,25        | 10 464      | 59,44       |        |        |
| Blancs et nuls | Blancs et nuls    | Blancs et nuls | 315          | 3,30         | 268         | 2,56        |        |        |
| Exprimés       | Exprimés          | Exprimés       | 9 236        | 96,70        | 10 196      | 97,44       |        |        |

### Royan
- Maire sortant : Didier Quentin (UMP)
- 33 sièges à pourvoir au conseil municipal (population légale 2011 : 17 875 habitants)
- 13 sièges à pourvoir au conseil communautaire (CA Royan Atlantique)

| Tête de liste            | Tête de liste    | Liste          | Premier tour | Premier tour | Second tour | Second tour | Sièges | Sièges |
| Tête de liste            | Tête de liste    | Liste          | Voix         | %            | Voix        | %           | CM     | CC     |
| ------------------------ | ---------------- | -------------- | ------------ | ------------ | ----------- | ----------- | ------ | ------ |
|                          | Didier Quentin * | UMP            | 3 974        | 43,71        | 4 665       | 51,72       | 26     | 10     |
|                          | Thierry Rogister | FN             | 1 463        | 16,09        | 1 642       | 18,20       | 3      | 1      |
|                          | Alain Larrain    | DVD            | 1 204        | 13,24        | 1 281       | 14,20       | 2      | 1      |
|                          | Régine Joly      | PS             | 1 128        | 12,40        | 1 430       | 15,85       | 2      | 1      |
|                          | Philippe Most    | DVD            | 792          | 8,71         |             |             |        |        |
|                          | Jacques Guiard   | PCF            | 530          | 5,82         |             |             |        |        |
|                          |                  |                |              |              |             |             |        |        |
| Inscrits                 | Inscrits         | Inscrits       | 14 882       | 100,00       | 14 863      | 100,00      |        |        |
| Abstentions              | Abstentions      | Abstentions    | 5 516        | 37,06        | 5 498       | 36,99       |        |        |
| Votants                  | Votants          | Votants        | 9 366        | 62,94        | 9 365       | 63,01       |        |        |
| Blancs et nuls           | Blancs et nuls   | Blancs et nuls | 275          | 2,94         | 347         | 3,71        |        |        |
| Exprimés                 | Exprimés         | Exprimés       | 9 091        | 97,06        | 9 018       | 96,29       |        |        |
| * Liste du maire sortant |                  |                |              |              |             |             |        |        |

### Saint-Georges-d'Oléron
- Maire sortant : Éric Proust
- 23 sièges à pourvoir au conseil municipal (population légale 2011 : 3 482 habitants)
- 5 sièges à pourvoir au conseil communautaire (CC de l'île d'Oléron)

| Tête de liste            | Tête de liste  | Liste          | Premier tour | Premier tour | Second tour | Second tour | Sièges | Sièges |
| Tête de liste            | Tête de liste  | Liste          | Voix         | %            | Voix        | %           | CM     | CC     |
| ------------------------ | -------------- | -------------- | ------------ | ------------ | ----------- | ----------- | ------ | ------ |
|                          | Éric Proust *  | DVG            | 1 072        | 46,81        | 1 396       | 59,68       | 19     | 4      |
|                          | Gérard Delsuc  | DVD            | 536          | 23,40        | 943         | 40,31       | 4      | 1      |
|                          | Bernard Verrat | DVD            | 448          | 19,56        |             |             |        |        |
|                          | Olivier Schmit | UDI            | 234          | 10,21        |             |             |        |        |
|                          |                |                |              |              |             |             |        |        |
| Inscrits                 | Inscrits       | Inscrits       | 3 411        | 100,00       | 3 411       | 100,00      |        |        |
| Abstentions              | Abstentions    | Abstentions    | 1 045        | 30,64        | 989         | 28,99       |        |        |
| Votants                  | Votants        | Votants        | 2 366        | 69,36        | 2 422       | 71,01       |        |        |
| Blancs et nuls           | Blancs et nuls | Blancs et nuls | 76           | 3,21         | 83          | 3,43        |        |        |
| Exprimés                 | Exprimés       | Exprimés       | 2 290        | 96,79        | 2 339       | 96,57       |        |        |
| * Liste du maire sortant |                |                |              |              |             |             |        |        |

### Saint-Georges-de-Didonne
- Maire sortant : Jean-Marc Bouffard (DVD)
- 29 sièges à pourvoir au conseil municipal (population légale 2011 : 5 086 habitants)
- 4 sièges à pourvoir au conseil communautaire (CA Royan Atlantique)

|                          | Jean-Marc Bouffard * | DVD            | 1 545 | 54,70  | 23 | 4 |  |  |
|                          | Patrick Berthier     | DVD            | 569   | 20,14  | 3  |   |  |  |
|                          | Érick Mouton         | SE             | 451   | 15,97  | 2  |   |  |  |
|                          | Philippe Allaire     | DVD            | 259   | 9,17   | 1  |   |  |  |
|                          |                      |                |       |        |    |   |  |  |
| Inscrits                 | Inscrits             | Inscrits       | 4 667 | 100,00 |    |   |  |  |
| Abstentions              | Abstentions          | Abstentions    | 1 700 | 36,43  |    |   |  |  |
| Votants                  | Votants              | Votants        | 2 967 | 63,57  |    |   |  |  |
| Blancs et nuls           | Blancs et nuls       | Blancs et nuls | 143   | 4,82   |    |   |  |  |
| Exprimés                 | Exprimés             | Exprimés       | 2 824 | 95,18  |    |   |  |  |
| * Liste du maire sortant |                      |                |       |        |    |   |  |  |

### Saint-Jean-d'Angély
- Maire sortant : Paul-Henri Denieuil (DVD)
- 29 sièges à pourvoir au conseil municipal (population légale 2011 : 7 702 habitants)
- 17 sièges à pourvoir au conseil communautaire (CC Vals de Saintonge Communauté)

| Tête de liste            | Tête de liste         | Liste          | Premier tour | Premier tour | Second tour | Second tour | Sièges | Sièges |
| Tête de liste            | Tête de liste         | Liste          | Voix         | %            | Voix        | %           | CM     | CC     |
| ------------------------ | --------------------- | -------------- | ------------ | ------------ | ----------- | ----------- | ------ | ------ |
|                          | Paul-Henri Denieuil * | DVD            | 1 181        | 35,48        | 1 319       | 37,39       | 6      | 3      |
|                          | Françoise Mesnard     | PS             | 1 076        | 32,33        | 1 463       | 41,48       | 21     | 13     |
|                          | Henoch Chauvreau      | DVG            | 728          | 21,87        | 526         | 14,91       | 2      | 1      |
|                          | Gérard Adam           | FG             | 343          | 10,30        | 219         | 6,20        |        |        |
|                          |                       |                |              |              |             |             |        |        |
| Inscrits                 | Inscrits              | Inscrits       | 5 780        | 100,00       | 5 781       | 100,00      |        |        |
| Abstentions              | Abstentions           | Abstentions    | 2 306        | 39,90        | 2 138       | 36,98       |        |        |
| Votants                  | Votants               | Votants        | 3 474        | 60,10        | 3 643       | 63,02       |        |        |
| Blancs et nuls           | Blancs et nuls        | Blancs et nuls | 146          | 4,20         | 116         | 3,18        |        |        |
| Exprimés                 | Exprimés              | Exprimés       | 3 328        | 95,80        | 3 527       | 96,82       |        |        |
| * Liste du maire sortant |                       |                |              |              |             |             |        |        |

### Saint-Palais-sur-Mer
- Maire sortant : Claude Baudin
- 27 sièges à pourvoir au conseil municipal (population légale 2011 : 3 947 habitants)
- 3 sièges à pourvoir au conseil communautaire (CA Royan Atlantique)

|                          | Claude Baudin * | DVD            | 1 329 | 54,55  | 22 | 3 |  |  |
|                          | Alain Geniteau  | SE             | 646   | 26,51  | 3  |   |  |  |
|                          | Guy Demont      | SE             | 461   | 18,92  | 2  |   |  |  |
|                          |                 |                |       |        |    |   |  |  |
| Inscrits                 | Inscrits        | Inscrits       | 3 873 | 100,00 |    |   |  |  |
| Abstentions              | Abstentions     | Abstentions    | 1 347 | 34,78  |    |   |  |  |
| Votants                  | Votants         | Votants        | 2 526 | 65,22  |    |   |  |  |
| Blancs et nuls           | Blancs et nuls  | Blancs et nuls | 90    | 3,56   |    |   |  |  |
| Exprimés                 | Exprimés        | Exprimés       | 2 436 | 96,44  |    |   |  |  |
| * Liste du maire sortant |                 |                |       |        |    |   |  |  |

### Saint-Pierre-d'Oléron
- Maire sortant : Patrick Moquay (PS)
- 29 sièges à pourvoir au conseil municipal (population légale 2011 : 6 676 habitants)
- 8 sièges à pourvoir au conseil communautaire (CC de l'île d'Oléron)

|                          | Christophe Sueur | DVD            | 2 020 | 55,90  | 23 | 6 |  |  |
|                          | Patrick Moquay * | DVG            | 1 593 | 44,09  | 6  | 2 |  |  |
|                          |                  |                |       |        |    |   |  |  |
| Inscrits                 | Inscrits         | Inscrits       | 5 693 | 100,00 |    |   |  |  |
| Abstentions              | Abstentions      | Abstentions    | 1 852 | 32,53  |    |   |  |  |
| Votants                  | Votants          | Votants        | 3 841 | 67,47  |    |   |  |  |
| Blancs et nuls           | Blancs et nuls   | Blancs et nuls | 228   | 5,94   |    |   |  |  |
| Exprimés                 | Exprimés         | Exprimés       | 3 613 | 94,06  |    |   |  |  |
| * Liste du maire sortant |                  |                |       |        |    |   |  |  |

### Saint-Xandre
- Maire sortant : Christian Perez
- 27 sièges à pourvoir au conseil municipal (population légale 2011 : 4 429 habitants)
- 2 sièges à pourvoir au conseil communautaire (CA de La Rochelle)

|                          | Christian Perez * | DVG            | 1 475 | 65,58  | 23 | 2 |  |  |
|                          | Évelyne Ferrand   | DVD            | 774   | 34,41  | 4  |   |  |  |
|                          |                   |                |       |        |    |   |  |  |
| Inscrits                 | Inscrits          | Inscrits       | 3 679 | 100,00 |    |   |  |  |
| Abstentions              | Abstentions       | Abstentions    | 1 313 | 35,69  |    |   |  |  |
| Votants                  | Votants           | Votants        | 2 366 | 64,31  |    |   |  |  |
| Blancs et nuls           | Blancs et nuls    | Blancs et nuls | 117   | 4,95   |    |   |  |  |
| Exprimés                 | Exprimés          | Exprimés       | 2 249 | 95,05  |    |   |  |  |
| * Liste du maire sortant |                   |                |       |        |    |   |  |  |

### Sainte-Marie-de-Ré
- Maire sortant : Gisèle Vergnon
- 23 sièges à pourvoir au conseil municipal (population légale 2011 : 3 235 habitants)
- 4 sièges à pourvoir au conseil communautaire (CC de l'Île de Ré)

|                          | Gisèle Vergnon *  | DVD            | 1 148 | 56,35  | 19 | 3 |  |  |
|                          | Francis Villedieu | DVG            | 595   | 29,20  | 3  | 1 |  |  |
|                          | Jacques Boucard   | DVG            | 294   | 14,43  | 1  |   |  |  |
|                          |                   |                |       |        |    |   |  |  |
| Inscrits                 | Inscrits          | Inscrits       | 2 993 | 100,00 |    |   |  |  |
| Abstentions              | Abstentions       | Abstentions    | 900   | 30,07  |    |   |  |  |
| Votants                  | Votants           | Votants        | 2 093 | 69,93  |    |   |  |  |
| Blancs et nuls           | Blancs et nuls    | Blancs et nuls | 56    | 2,68   |    |   |  |  |
| Exprimés                 | Exprimés          | Exprimés       | 2 037 | 97,32  |    |   |  |  |
| * Liste du maire sortant |                   |                |       |        |    |   |  |  |

### Sainte-Soulle
- Maire sortant : Christian Grimpret
- 27 sièges à pourvoir au conseil municipal (population légale 2011 : 3 633 habitants)
- 2 sièges à pourvoir au conseil communautaire (CA de La Rochelle)

|                          | Christian Grimpret * | DVG            | 1 123 | 100,00 | 27 | 2 |  |  |
|                          |                      |                |       |        |    |   |  |  |
| Inscrits                 | Inscrits             | Inscrits       | 2 990 | 100,00 |    |   |  |  |
| Abstentions              | Abstentions          | Abstentions    | 1 392 | 46,56  |    |   |  |  |
| Votants                  | Votants              | Votants        | 1 598 | 53,44  |    |   |  |  |
| Blancs et nuls           | Blancs et nuls       | Blancs et nuls | 475   | 29,72  |    |   |  |  |
| Exprimés                 | Exprimés             | Exprimés       | 1 123 | 70,28  |    |   |  |  |
| * Liste du maire sortant |                      |                |       |        |    |   |  |  |

### Saintes
- Maire sortant : Jean Rouger (PS)
- 35 sièges à pourvoir au conseil municipal (population légale 2011 : 25 586 habitants)
- 20 sièges à pourvoir au conseil communautaire (CA Saintes - Grandes Rives - L'Agglo)

| Tête de liste            | Tête de liste            | Liste          | Premier tour | Premier tour | Second tour | Second tour | Sièges | Sièges |
| Tête de liste            | Tête de liste            | Liste          | Voix         | %            | Voix        | %           | CM     | CC     |
| ------------------------ | ------------------------ | -------------- | ------------ | ------------ | ----------- | ----------- | ------ | ------ |
|                          | Jean-Philippe Machon     | UMP-UDI        | 4 289        | 42,82        | 5 727       | 55,72       | 28     | 16     |
|                          | Isabelle Pichard-Chauché | PS             | 2 556        | 25,51        | 4 550       | 44,27       | 7      | 4      |
|                          | Jean Rouger *            | DVG            | 1 078        | 10,76        |             |             |        |        |
|                          | Pierre Maudoux           | MoDem          | 940          | 9,38         |             |             |        |        |
|                          | Daniel Métraud           | DVG            | 590          | 5,89         |             |             |        |        |
|                          | Évelyne Parisi           | DVD            | 563          | 5,62         |             |             |        |        |
|                          |                          |                |              |              |             |             |        |        |
| Inscrits                 | Inscrits                 | Inscrits       | 18 675       | 100,00       | 18 681      | 100,00      |        |        |
| Abstentions              | Abstentions              | Abstentions    | 8 198        | 43,90        | 7 711       | 41,28       |        |        |
| Votants                  | Votants                  | Votants        | 10 477       | 56,10        | 10 970      | 58,72       |        |        |
| Blancs et nuls           | Blancs et nuls           | Blancs et nuls | 461          | 4,40         | 693         | 6,32        |        |        |
| Exprimés                 | Exprimés                 | Exprimés       | 10 016       | 95,60        | 10 277      | 93,68       |        |        |
| * Liste du maire sortant |                          |                |              |              |             |             |        |        |

### Saujon
- Maire sortant : Pascal Ferchaud (PRG)
- 29 sièges à pourvoir au conseil municipal (population légale 2011 : 6 904 habitants)
- 5 sièges à pourvoir au conseil communautaire (CA Royan Atlantique)

|                          | Pascal Ferchaud * | DVG            | 2 366 | 68,46  | 25 | 5 |  |  |
|                          | Wladimyr Genyk    | DVD            | 1 090 | 31,53  | 4  |   |  |  |
|                          |                   |                |       |        |    |   |  |  |
| Inscrits                 | Inscrits          | Inscrits       | 5 555 | 100,00 |    |   |  |  |
| Abstentions              | Abstentions       | Abstentions    | 1 933 | 34,80  |    |   |  |  |
| Votants                  | Votants           | Votants        | 3 622 | 65,20  |    |   |  |  |
| Blancs et nuls           | Blancs et nuls    | Blancs et nuls | 166   | 4,58   |    |   |  |  |
| Exprimés                 | Exprimés          | Exprimés       | 3 456 | 95,42  |    |   |  |  |
| * Liste du maire sortant |                   |                |       |        |    |   |  |  |

### Surgères
- Maire sortant : Philippe Guilloteau (UMP)
- 29 sièges à pourvoir au conseil municipal (population légale 2011 : 6 498 habitants)
- 6 sièges à pourvoir au conseil communautaire (CC Aunis Sud)

|                | Catherine Desprez | DVD            | 1 608 | 55,31  | 23 | 5 |  |  |
|                | Thierry Andrieu   | PS             | 991   | 34,09  | 5  | 1 |  |  |
|                | Cyril Guilet      | DVD            | 308   | 10,59  | 1  |   |  |  |
|                |                   |                |       |        |    |   |  |  |
| Inscrits       | Inscrits          | Inscrits       | 4 576 | 100,00 |    |   |  |  |
| Abstentions    | Abstentions       | Abstentions    | 1 572 | 34,35  |    |   |  |  |
| Votants        | Votants           | Votants        | 3 004 | 65,65  |    |   |  |  |
| Blancs et nuls | Blancs et nuls    | Blancs et nuls | 97    | 3,23   |    |   |  |  |
| Exprimés       | Exprimés          | Exprimés       | 2 907 | 96,77  |    |   |  |  |

### Tonnay-Charente
- Maire sortant : Jean-Pierre Guillon (PS)
- 29 sièges à pourvoir au conseil municipal (population légale 2011 : 7 739 habitants)
- 7 sièges à pourvoir au conseil communautaire (CA Rochefort Océan)

|                | Éric Authiat   | PS             | 1 662 | 54,18  | 23 | 6 |  |  |
|                | Érick Joyau    | DVD            | 1 030 | 33,58  | 5  | 1 |  |  |
|                | Florence Jadot | FG             | 375   | 12,22  | 1  |   |  |  |
|                |                |                |       |        |    |   |  |  |
| Inscrits       | Inscrits       | Inscrits       | 5 967 | 100,00 |    |   |  |  |
| Abstentions    | Abstentions    | Abstentions    | 2 654 | 44,48  |    |   |  |  |
| Votants        | Votants        | Votants        | 3 313 | 55,52  |    |   |  |  |
| Blancs et nuls | Blancs et nuls | Blancs et nuls | 246   | 7,43   |    |   |  |  |
| Exprimés       | Exprimés       | Exprimés       | 3 067 | 92,57  |    |   |  |  |

### Vaux-sur-Mer
- Maire sortant : Jean-Paul Cordonnier
- 27 sièges à pourvoir au conseil municipal (population légale 2011 : 3 879 habitants)
- 3 sièges à pourvoir au conseil communautaire (CA Royan Atlantique)

|                | Danièle Carrere | DVD            | 1 488 | 63,56  | 22 | 2 |  |  |
|                | Pierre Marx     | DVD            | 853   | 36,43  | 5  | 1 |  |  |
|                |                 |                |       |        |    |   |  |  |
| Inscrits       | Inscrits        | Inscrits       | 3 600 | 100,00 |    |   |  |  |
| Abstentions    | Abstentions     | Abstentions    | 1 178 | 32,72  |    |   |  |  |
| Votants        | Votants         | Votants        | 2 422 | 67,28  |    |   |  |  |
| Blancs et nuls | Blancs et nuls  | Blancs et nuls | 81    | 3,34   |    |   |  |  |
| Exprimés       | Exprimés        | Exprimés       | 2 341 | 96,66  |    |   |  |  |